# Здравеопазване в Бразилия
Системата на здравеопазване в Бразилия включва държавни и частни институции, като основните услуги се предоставят от държавата и се финансират с данъци. От началото на 90-те години на 20 век се правят опити за реформиране на системата, насочени главно към децентрализация и прехвърляне на отговорности към общините за сметка на федералното правителство и щатите.
Според оценка на бразилското правителство към 2006 година основните здравни проблеми в страната са високи нива на детската (2,51%, до 3,77% в североизточните области) и майчината смъртност (73,1 на 100 000 раждания), смъртността от незаразни заболявания (151,7 на 100 000 жители от сърдечно-съдови заболявания и 72,7 на 100 000 жители от рак), както и смъртността от външни причини: транспортни произшествия, убийства и самоубийства (71,7 на 100 000 жители).